# Sarah Hornung
Sarah Hornung (née le 14 avril 1996 à Büren an der Aare) est une tireuse sportive suisse.

## Carrière
Elle remporte une médaille d'or en tir à la carabine à 10 mètres aux Jeux olympiques de la jeunesse d'été de 2014 à Nankin, et obtient une médaille d'argent lors des Jeux européens de 2015 à Bakou, lui assurant une participation aux Jeux olympiques d'été de 2016 à Rio de Janeiro, où elle ne passe pas la phase de qualification.